# Famille Viollet-le-Duc
La famille Viollet-le-Duc est une famille française, originaire de Paris.

## Liens de filiation entre les personnalités
- Emmanuel-Louis-Nicolas Viollet-le-Duc (1781-1857), homme de lettres. Il épouse Elisabeth Eugénie Delecluze.
  - Adolphe Viollet-le-Duc (1817-1878), artiste-peintre paysagiste et critique.
  - Eugène Viollet-le-Duc (1814-1879), architecte, archéologue et écrivain. Le 3 mai 1834 à Paris, il épouse Thérèse Elisabeth Tempier.
    - Eugène Louis Viollet-le-Duc (14 juillet 1835 à Paris 1er - 5 novembre 1910 à Louveciennes), chef de bureau au ministère de l'instruction publique. Le 15 décembre 1868 à Paris, il épouse Marie Adèle Laclaverie.
      - Georges Louis Viollet-le-Duc (13 mai 1874 à Paris 9e - 10 février 1951 à Paris), avocat à la cour d'appel de Paris. Le 19 février 1906 à Neuilly-sur-Seine, il épouse Renée Berthe Marie Defaut.
        - Geneviève Viollet-le-Duc (1909-2011), femme de lettres. Elle épouse Eugène Marcombes, fils du ministre Philippe Marcombes.

## Pour approfondir